# Złote Trofeum FIM kobiet na żużlu
Złote Trofeum FIM kobiet na żużlu – indywidualne zawody żużlowe dla kobiet, organizowane od 2024 roku pod patronatem FIM.
Pierwsza w historii impreza odbyła się 22 czerwca 2024 roku w niemieckim Teterow.

## Medalistki
| Rok  | Miejsce | Złoto           | Srebro          | Brąz            | Źr. |
| ---- | ------- | --------------- | --------------- | --------------- | --- |
| 2024 | Teterow | Celina Liebmann | Nynke Sijbesma  | Anika Loftus    |     |
| 2025 | Goričan | Hannah Grunwald | Celina Liebmann | Jenny Apfelbeck |     |

## Klasyfikacja medalowa

### Według zawodniczek
Stan po sezonie 2025
| Lp. | Zawodniczka     | Państwo   | Lata      | Złoto | Srebro | Brąz | Razem |
| --- | --------------- | --------- | --------- | ----- | ------ | ---- | ----- |
| 1.  | Celina Liebmann | Niemcy    | 2024–2025 | 1     | 1      | –    | 2     |
| 2.  | Hannah Grunwald | Niemcy    | 2025      | 1     | –      | –    | 1     |
| 3.  | Nynke Sijbesma  | Holandia  | 2024      | –     | 1      | –    | 1     |
| 4.  | Anika Loftus    | Australia | 2024      | –     | –      | 1    | 1     |
| 4.  | Jenny Apfelbeck | Niemcy    | 2025      | –     | –      | 1    | 1     |

### Według państw
Stan po sezonie 2025
| Lp. | Państwo   | Złoto | Srebro | Brąz | Razem |
| --- | --------- | ----- | ------ | ---- | ----- |
| 1.  | Niemcy    | 2     | 1      | 1    | 4     |
| 2.  | Holandia  | –     | 1      | –    | 1     |
| 3.  | Australia | –     | –      | 1    | 1     |